# 克里姆·斯彭科
克里姆·阿列克谢耶维奇·希彭科（俄语：Клим Алексеевич Шипенко，1983年6月16日—）是俄罗斯电影导演、编剧、演员和制片人。 2021年10月5日，克里姆·斯彭科乘坐联盟MS-19前往國際空間站拍攝電影。同年10月17日返回地球。